# Northrop YF-17
El Northrop YF-17 (amb el sobrenom no oficial de "Cobra") va ser un prototip de caça lleuger dissenyat per al programa d'avaluació tecnològica Lightweight Fighter (LWF) de la USAF. El LWF va ser creat a causa del fet que avions com el F-15 Eagle eren massa grans i cars per dur a terme algunes tasques de combat. El YF-17 va ser la culminació d'una llarga producció de dissenys de Northrop, començant amb el N-102 Fang el 1956 i continuant amb la família del F-5.
Tot i que va perdre la competició en el programa LWF contra l'F-16, l'YF-17 fou seleccionat per a la nova especificació VFAX. Amb unes dimensions més grans, el F/A-18 Hornet va ser elegit posteriorment per la U.S.Navy i l'U.S.Marine Corps per substituir l'LTV A-7 Corsair II i l'F-4 Phantom II, i complementar l'F-14 Tomcat que era més car. Aquest disseny de caça petit i lleuger va evolucionar fins al Boeing F/A-18E/F Super Hornet, que té unes dimensions similars al F-15 original. El Super Hornet ha substituït l'F-14 en l'inventari de l'U.S. Navy, i duu a terme totes les tasques dels avions de combat de la Marina d'atac a caces, tancs i guerra electrònica.